# 龙岗镇 (永城市)
龙岗乡，是中华人民共和国河南省商丘市永城市下辖的一个乡镇级行政单位。

## 行政区划
龙岗乡下辖以下地区：
龙岗村、张集村、王阁村、贺庄村、马阁村、孔湾村、王石栏村、蔡楼村、孟楼村、屈庄村、王楼村、米庄村、杨庄村、白元村、韩庄村、位楼村、唐庄村、陈古同村、魏庄村、徐楼村、楚庄村、孙楼村、孟李楼村、田楼村、陈楼村、天齐村、杨楼村和华陀村。